# صوفيا لي (صحافية)
صوفيا لي صحافية أمريكية صينية ومخرجة أفلام ومناصرة لقضايا بيئية، تعيش في بروكلين، شمال نيويورك.

## حياتها المبكرة وتعليمها
ولدت صوفيا لي في ولاية مينيسوتا بالولايات المتحدة. وعاشت في مقاطعة شاندونغ بالصين لمدة عامين قبل أن تعود إلى مينيسوتا قبيل التحاقها برياض الأطفال. تخرجت في 2013 في جامعة فرجينيا كومونولث بعد حصولها على بكالوريوس في الآداب من قسم تصميم الأزياء والترويج للموضة.

## مسيرتها المهنية
عملت كمحررة وسائط ترفيهية في فوغ لمدة أربع سنوات حتى 2017 قبل أن تتجه للعمل الحر.  أصبحت أيضًا مؤسسة مشاركة لبرنامج تلفزيوني حول تغير المناخ بعنوان «كل ما سبق» مع سيلين سمعان فيرنون والذي يبث من لى يوتيوب وموقعه الإلكتروني. وكانا قد التقتا عندما كانت لي مضيفة مشاركة مع بابا ريفيرا في حفل لمجلة «هي» بينما كانت سمعان ضيفة. في الوقت نفسه، تلقت لي دعوة أيضًا لتصبح عضوة في مجلس إدارة مؤسسة «سلو فاكتوري» التي أسستها سمعان. وبجانب عضويتها في سلو فاكتوري، أصبحت لي أيضًا عضوة في مجلس إدارة شركة «بتر شلتر».
كما أصبحت مُضيفة لمدونة صوتية بعنوان «محادثات المناخ» على ميتا بلاتفورمز.

## تكريمها
اختار مركز كلية الطب بجامعة هارفارد للصحة والبيئة العالمية بالشراكة مع «بييك أكشن» لي كواحد ضمن ستة عشر مؤثرًا في المناخ يجب متابعتهم في 2022.